# 니쓰루촌
니쓰루촌(新鶴村)은 후쿠시마현 오누마군에 있던 촌이다.
2005년 10월 1일, 아이즈혼고정, 아이즈타카다정과 합병해 아이즈미사토정이 되어 폐지하였다.

## 역사
- 1889년 4월 1일 - 정촌제 시행에 의해 닛타촌과 쓰루노베촌이 탄생하였다.
- 1898년 1월 23일 - 닛타촌과 쓰루노베촌이 합병해 신쓰루촌이 성립하였다.
- 1949년 1월 1일 - 니시야마촌에서 오아사 가루이자와 중 가미히라 지구를 편입하였다.
- 2005년 10월 1일 - 아이즈혼고정, 아이즈타카다정과 합병해 아이즈미사토정이 되었다.

## 교통

### 철도
- 동일본 여객철도
  - 다다미선

### 도로
- 촌내에는 반에쓰 자동차도가 지나고 있으며, 주차장을 활용한 스마트 인터체인지가 설치되어 있다.